# Один ещё не одинок
«Один ещё не одинок» (англ. Alone Yet Not Alone) — американский исторический фильм режиссёра Рэя Бенгстона, основанный на одноимённом романе Трейси Лейнингера Крейвена и реальной истории Барбары и Регины Лейнингер. Фильм демонстрировался в США в ограниченном прокате осенью 2013 года и летом 2014.

## Сюжет
Действие фильма разворачивается в середине XVIII века, когда европейские державы противостояли друг другу на территории Огайо, попирая права коренных американцев на их земли. В основе сюжета — судьба двух девушек из семьи немецких мигрантов, поселившихся в Пенсильвании. Попав в плен к индейцам после исторического набега делаваров на белых колонистов, закончившегося резней в Пеннс-Крик 16 октября 1755 года, они чудом выживают и, в конечном итоге, пройдя через все испытания, возвращаются к своей матери, сохранив христианские обычаи и веру.

## В ролях
- Келли Грейсон — Барбара
- Натали Ракусин — юная Барбара
- Дженн Готцон — Лидия
- Клэй Уолкер[англ.] — Фриц
- Джоани Стюарт — мама
- Роберт Пирс — папа
- Хейли Ловитт — Регина
- Кэсси Бреннан — юная Регина
- Джастин Талли — юный Фриц
- Оззи Торрес — Галаско
- Тони Вэйд — Ганнавоа
- Джозеф Грэй — Джон
- Джеймс Хартнер — Кристиан
- Виктория Эммонс — Мари
- Келли Девенс — юная Мари
- Бретт Харрис — Оуэн
- Иэн Нельсон[англ.] — юный Оуэн
- Джон Телфер — Дэвид
- Джошуа Хантер Магерс — юный Дэвид
- Пол Ганус — капитан Армстронг
- Джош Мюррэй — Джордж Вашингтон
- Барри К. Бедвелл — Бенджамин Франклин

## Номинация на «Оскар» и дисквалификация
Заглавная композиция Alone Yet Not Alone, написанная Брюсом Бротоном и Деннисом Шпигелем, была выдвинута на «Оскар» за лучшую песню к фильму, но 29 января 2014 года номинация была отменена, после того как американская киноакадемия обнаружила, что Бротон — действующий член исполнительного комитета музыкального отделения кинокадемии, ненадлежащим образом связался с другими членами отделения для поддержки своей кандидатуры..